# TIM (Unternehmen)
Die TIM S.p.A., auch nach Eigendarstellung Gruppo TIM oder TIM Group (ehemals Telecom Italia S.p.A.), ist das größte italienische Telekommunikationsunternehmen. Der Konzern mit Rechtssitz in Mailand und Verwaltungssitz in Rom ist an der Borsa Italiana im Leitindex FTSE MIB notiert.
Seit 2015 tritt das Unternehmen als TIM auf und vertreibt Mobilfunk-, Festnetz- und Breitbanddienste (ADSL, VDSL und FTTH); zuvor war dies ein Akronym für das eigenständige Tochterunternehmen Telecom Italia Mobile, das ausschließlich Mobilfunkdienstleistungen anbot. Businessdienste werden unter dem Markennamen TIM Business vermarktet.
TIM verzeichnet Stand 2023 rund 30,3 Millionen Mobilfunk- (Marktanteil von 27,9 %) und 8,1 Millionen Festnetzanschlüsse (Marktanteil von 40,2 %), davon 7,3 Millionen Breitbandanschlüsse (Marktanteil von 38,4 %). Das Unternehmen steht in direkter Konkurrenz mit Vodafone Italia, Wind Tre sowie Iliad Italia.

## Geschichte
Das Unternehmen entstand 1994 durch die Fusion von fünf Unternehmen (SIP, IRITEL, Italcable, Telespazio, SIRM) der ehemaligen Staatsholding IRI-STET. In den Jahren danach kam es zu zum Teil drastischen Rationalisierungen, in deren Folge der Personalbestand mehrmals stark abgebaut wurde. Im Oktober 1997 begann die italienische Regierung mit der Privatisierung, wobei man sich für eine gewisse Zeit eine sogenannte „Golden Share“ erhalten konnte.
Im November 1998 wurde Franco Bernabè Geschäftsführer der Telecom Italia. Im Februar 1999 legten Bieter ein Übernahmeangebot für die Telecom Italia vor. Bernabè sprach sich gegen das Übernahmeangebot aus und erwog Gegenmaßnahmen (darunter eine Fusion mit der Deutschen Telekom). Im Mai begann die Übernahme, und Olivetti erlangte 51 % der Aktien der Telecom Italia. Im Juni 1999 trat Bernabè zurück.
1999 erwarb Roberto Colaninno über eine komplexe Unternehmensverschachtelung rund um Olivetti eine Mehrheitsbeteiligung an der Telecom Italia. Heute befinden sich etwa 50 % der Aktien im Besitz italienischer institutioneller Anleger (wobei Pirelli durch direkte und indirekte Beteiligungen die Kontrolle ausübt), etwa 25 % sind in italienischem Streubesitz, den Rest halten überwiegend ausländische Investoren. Die Telecom Italia betreibt den weit überwiegenden Teil des italienischen Telefon-Festnetzes (mit Internetdiensten) und ist über den Markennamen TIM (bis 2015: Telecom Italia Mobile) der wichtigste Mobilfunkanbieter in Italien. Die Tochter Telecom Italia Media kontrolliert unter anderem die Fernsehsender La 7 und MTV Italia sowie die Nachrichtenagentur Apcom. Über Olivetti ist die Telecom Italia auch im Bereich der Informationstechnologie tätig (Olivetti fusionierte 2003 mit Telecom Italia; der traditionsreiche Markenname wird nun für den IT-Bereich verwendet). Internetdienste wurden bis 2011 unter der Marke Alice angeboten.
Im Jahr 2001 hat sich das Forschungslabor CSELT in TILAB (Telecom Italia Lab) umbenannt. Im September 2006 gerieten Mitarbeiter von der Telecom Italia in einen landesweiten Abhörskandal.
Im April 2011 ernannte der Aufsichtsrat Franco Bernabè zum 'Presidente Esecutivo' (Chairman of the Board and Chief Executive Officer).
Die Telecom Italia war eine der Hauptsponsoren der Weltausstellung Expo 2015 in Mailand und für die Internetversorgung zuständig. Sie deckte das gesamte Areal durch den Einsatz von 50 Sendeanlagen mit LTE, GSM und UMTS ab, zudem installierte sie in Zusammenarbeit mit Cisco Systems mehr als 1800 WLAN-Zugangspunkte, dieses Netz war für jeden Besucher der Expo frei zugänglich, hatte aber eine Geschwindigkeitsbegrenzung von 5 Mbit/s. Das Backbone-Netz der Expo bildete ein 300 Kilometer langes Glasfasernetz sowie 2 Serverzentren. Während der gesamten Expo wurden 1,1 Petabyte an Daten transferiert.
Im Jahr 2015 änderte Telecom Italia die Unternehmensstrategie und tritt ab 2016 nur noch mit dem Markennamen TIM auf dem italienischen Markt auf.

## Mobilfunknetz

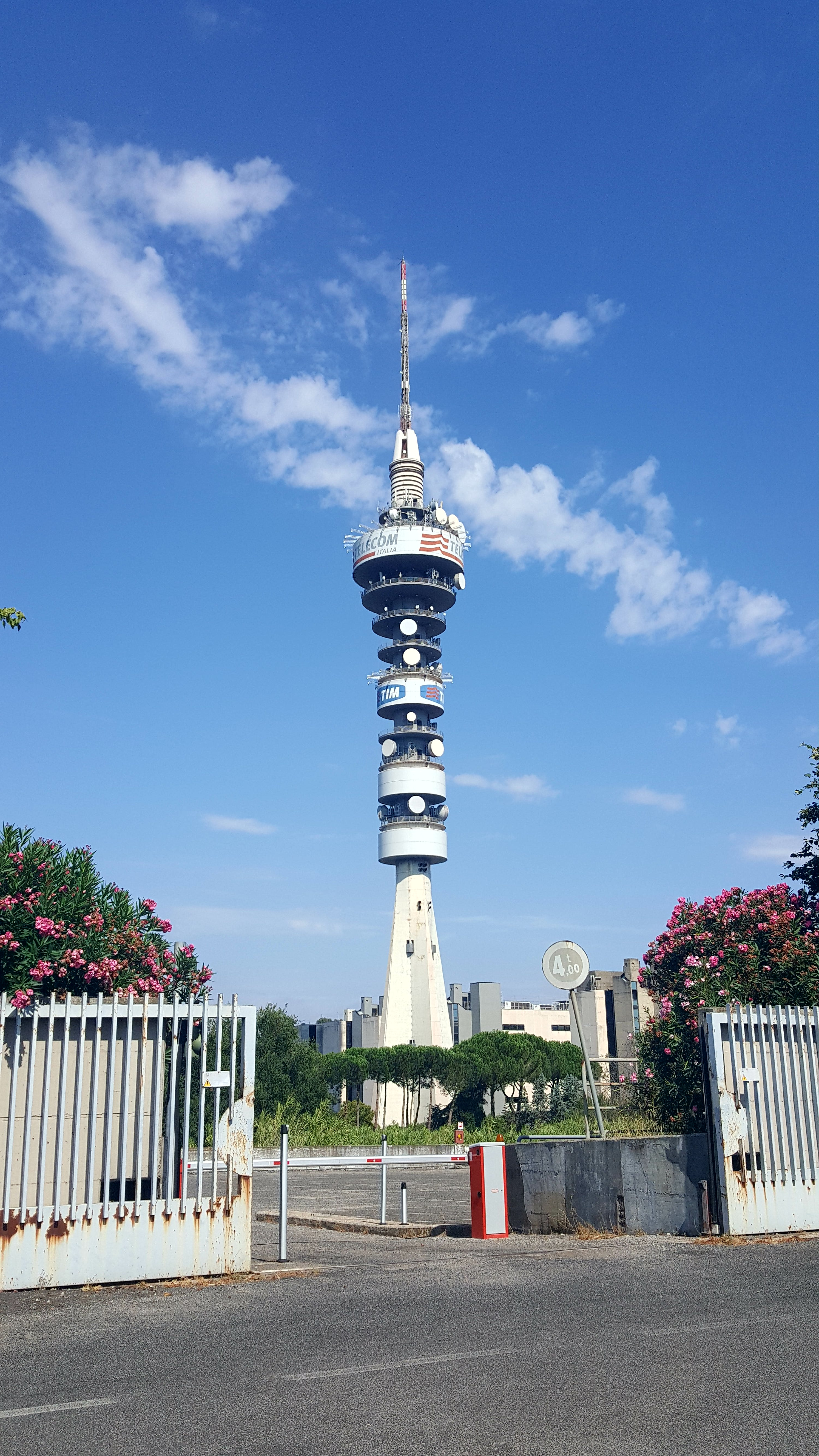
Torre Telecom Italia in Rom

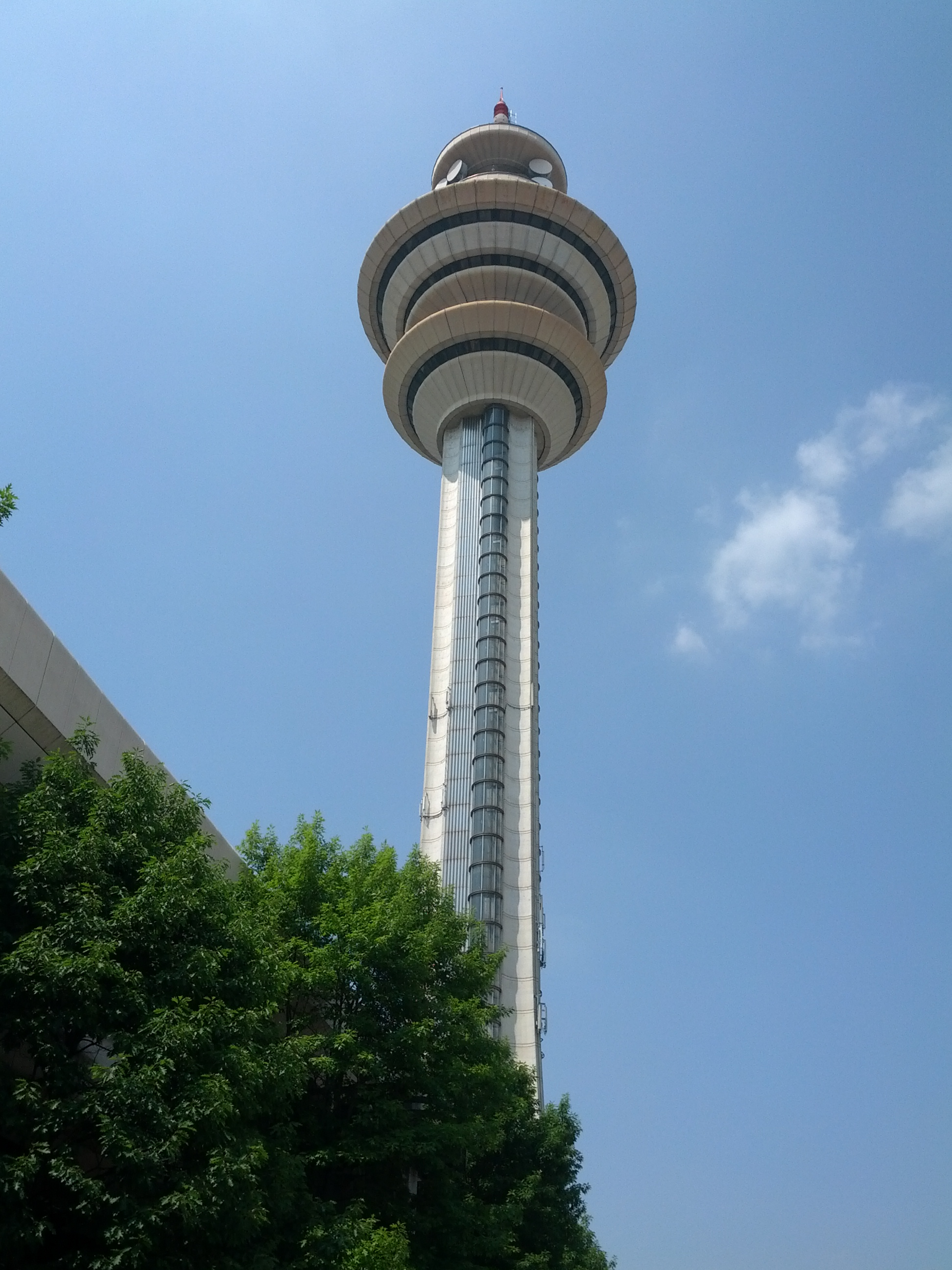
Torre Telecom Italia in Rozzano bei Mailand

Die Telecom Italia betreibt ein italienweites Mobilfunknetz, welches auf GSM, UMTS und LTE basiert. Das Netz wird primär unter der Marke der TIM vertrieben, wird aber auch von diversen Mobilfunkanbietern angemietet, mitunter von Tessellis, Fastweb Mobile und CoopVoce. Die Mobilfunkdienste werden von mehr als 15.000 Sendestandorten abgestrahlt, darunter auch Fremdmasten (zum Beispiel von Sendestandorten der Rundfunkanstalt RAI oder in Südtirol diese der Rundfunk-Anstalt Südtirol RAS, von Vodafone, von Wind-Tre-Sendemasten uvw.). Als Zulieferer für die Sendetechnik setzt Telecom Italia auf Nokia im Nordosten Italiens, auf Ericsson im Nordwesten und Huawei im Süden des Landes.

### GSM
Das GSM Netz erreicht 99,8 % der Bevölkerung. Genutzt werden dabei Frequenzbereiche bei 900 MHz und 1800 MHz, die schrittweise deaktiviert werden, um für LTE-1800 mehr Bandbreite zu schaffen. GSM wird in den betroffenen Gebieten nur noch auf 900 MHz und in seltenen Fällen auf zwei verbleibenden freien GSM-1800-Kanälen gesendet. Das gesamte GSM-Netz ist seit 2005 auf EDGE aufgerüstet.

### UMTS
Das HSDPA-Netz erreicht 96 % der Bevölkerung, das schnellere HSPA+-Netz ca. 80,4 %. Für UMTS stehen Frequenzbereiche um 900 MHz und 2100 MHz zur Verfügung. Das UMTS-Netz ist auf HSDPA aufgerüstet und erreicht Downloadgeschwindigkeiten bis zu 14 Mbit/s im Download, via HSPA+ sind Downloadgeschwindigkeiten bis zu 42 Mbit/s möglich.

### LTE
Die Telecom Italia besitzt das zweitgrößte LTE-Netz in Italien mit einer Abdeckung von ca. 95 % der Bevölkerung. Für LTE werden folgende vier Frequenzbänder verwendet:
- Band 20 – 800 MHz Trägerfrequenz mit 10 MHz Bandbreite, erreicht eine Downloadgeschwindigkeit bis zu 75 Mbit/s,
- Band 3 – 1800 MHz Trägerfrequenz mit 15 MHz Bandbreite, erreicht eine Downloadgeschwindigkeit bis zu 112 Mbit/s, seit 2016 wird das auf 1800 MHz gesendete GSM Netz abgeschaltet und die freiwerdenden Frequenzen werden für LTE B3 mit 20 MHz Bandbreite genutzt, um 150 Mbit/s im Download zu erreichen.
- Band 7 – 2600 MHz Trägerfrequenz mit 15 MHz Bandbreite, erreicht eine Downloadgeschwindigkeit bis zu 112 Mbit/s.
- Band 32 – 1500 MHz Trägerfrequenz, nur für Carrier Aggregation, erreicht eine Downloadgeschwindigkeit bis zu 150 Mbit/s – besitzt keinen Upload.[16]

Der Ausbauplan zielt darauf, bis 2018 98 % der Bevölkerung mit Highspeed LTE Funknetz abzudecken. Am 26. November 2015 hat die Telecom Italia mitgeteilt, als erster Betreiber Italiens LTE mit Downloadgeschwindigkeiten bis zu 300 MBit/s in Betrieb genommen zu haben, dabei werden mithilfe von „Three Carrier Aggregation“ drei verschiedene LTE-Frequenzbänder kombiniert. Am 15. Dezember gab sie bekannt, den neuen 4.5G-Standard in Rom, Palermo und Sanremo in Betrieb genommen zu haben. Mithilfe des L-Bands (Band 32), aggregiert mit den Bändern 800 und 1800 sowie der Verwendung von 256 QAM, werden Downloadgeschwindigkeiten bis zu 500 Mbit/s realisiert. Die erste Anlage mit 500 MBit/s wurde in Sanremo für das Festival provisorisch aufgebaut, Anfang 2017 werden dort für die Abstrahlung von 1500 MHz LTE weitere Anlagen umgebaut. Die Antenne im Bild verfügt über Technik von Ericsson und einer Prototyp-Antenne von Kathrein. Der Cell Identifier der Anlage ist 201309. Mitte 2017 wurde diese Geschwindigkeit durch die 4-Carrier-Aggregation mit zusätzlich Band 7 auf 700 Megabyte erhöht.

### Telecom Italia Mobilfunkstandorte

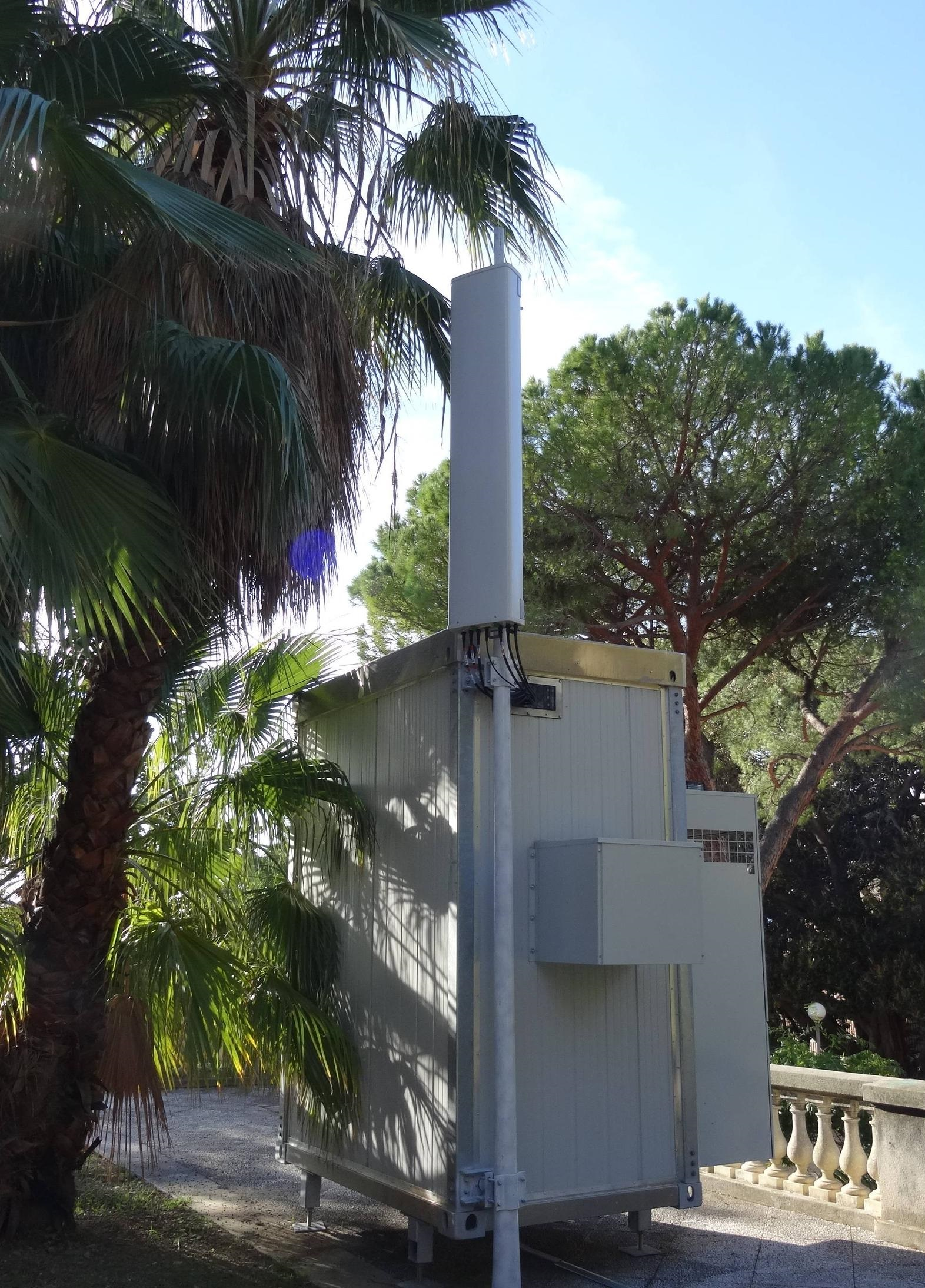
Erste Funkanlage in Italien mit 500 MBit/s in Sanremo
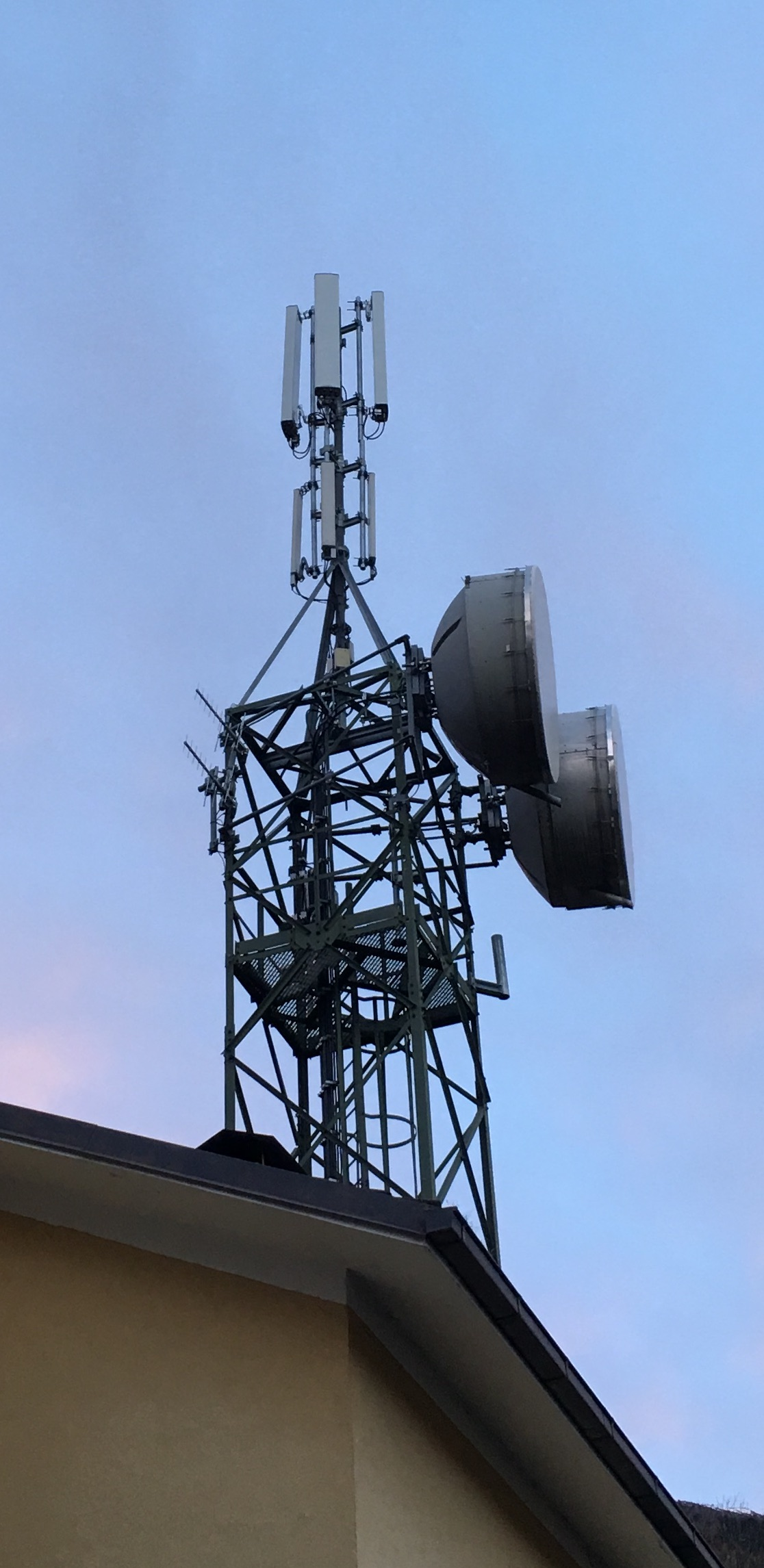
TIM Basisstation mit HSPA+ (2100 MHz, Antenne unten) und LTE (800 MHz, Antenne oben) in Mals

## Festnetz
Mit der Privatisierung der SIP wurde das gesamte Netz, inklusive letzte Meile an die Telecom Italia übertragen. Diese bietet ADSL mit bis zu 20 Mbit/s, FTTC bis zu 200 Mbit/s Download und 20 Mbit/s Upload und FTTH bis zu 1000 Mbit/s download und 20 Mbit/s upload sowie Telefon Services an. Des Weiteren bietet Telecom Italia für spezielle Kunden Leitungen mit mehr Bandbreite an (bspw. große Schulen). Auch bietet sie sogenannte Normalpakete an, die mit erhöhten Preis erweitert werden können. Das Normalpaket für ADSL2+ ist 7 Mbit/s und auf 10 und 20 erweiterbar. Das Normalpaket von FTTC ist 20Mbit/s kann jedoch auf bis zu 200 Mbit/s erhöht werden. FTTH mit den FTTC-Gegebenheiten aber erweiterbar auf bis zu 1000 Mbit/s.

## Internationale Aktivitäten
2003 übernahm Telecom Italia den Hamburger Telefon- und Internet-Anbieter HanseNet und bot seine Internetdienste unter dem Markennamen Alice an. Mitte September 2006 verkündete die Telecom Italia die geplante Übernahme des deutschen AOL-Geschäfts für Internetzugänge, die im März 2007 vollzogen wurde. Am 5. November 2009 wurde eine Vereinbarung zum Verkauf von HanseNet/Alice für 900 Mio. Euro an Telefónica Germany unterzeichnet. Einschließlich einer Prüfung durch die zuständigen Wettbewerbsbehörden sowie deren erforderlicher Genehmigungen wurde der Verkauf im Februar 2010 abgeschlossen. Die unter dem Namen Alice laufenden Aktivitäten in Frankreich wurden bereits 2008 an Iliad verkauft.
Seit dem Jahr 1998 ist Telecom Italia auch auf dem brasilianischen Markt aktiv unter dem Namen TIM Brasil.
2025 gab die Telecom Italia an, ihre Unterseekabelsparte Sparkle, welche 600.000 Kilometer Datenkabel zwischen Europa, dem Mittelmeer und Amerika halten soll, für €700 Millionen an den Italienischen Staat zu veräußern. Dies entspräche einem Preis von ca. 86ct pro Meter.

## Tochtergesellschaften und Beteiligungen (Auswahl)
Die TIM S.p.A. hält über 100-prozentige sowie in Mehrheitsbesitz stehende Tochtergesellschaften Beteiligungen an Unternehmen in 29 Ländern und vier Kontinenten.
- Olivetti
- Telecom Italia Mobile
- TIM Brasil
- TIM San Marino

## Eigentümerstruktur
Nach der Privatisierung wurde das Kapital an der Börse breit gestreut. Einer von zwei Großaktionären war neben der staatlichen Cassa Depositi e Prestiti die Telco S.p.A. mit einem Anteil von 22 %. Dieses Investmentvehikel von Assicurazioni Generali, Intesa Sanpaolo, Mediobanca und Telefónica erwarb das Aktienpaket 2007 für 4,1 Milliarden Euro. 2010 musste eine Abschreibung in Höhe von 1 Milliarde vorgenommen werden, 2012 wurden weitere 901 Millionen Euro abgeschrieben.
Ab Juni 2015 baute der französische Medienkonzern Vivendi einen Anteil von zunächst 15 % auf, und stockte bis Ende Oktober 2015 auf 20 % auf; im gleichen Monat wurde bekannt, dass der französische Telekommunikationsunternehmer Xavier Niel ebenfalls 15 % erworben hatte, nachdem er sein Interesse für den italienischen Markt bekundet hatte; Niel zog sich 2016 aus Telecom Italia zurück und baute später mit Iliad Italia sein eigenes Netz im italienischen Markt auf. Bis März 2016 hatte Vivendi seine Anteile an der Telecom Italia auf nahezu 24 % erhöht. Ab dem Frühjahr 2018 stieg der US-amerikanische Finanzinvestor Elliot Management ein und hält aktuell knapp unter 10 % (Stand: Juni 2019).

### Anteilseigner
(Stand: September 2023)
| Anteil  | Anteilseigner       | Anmerkung                          |
| ------- | ------------------- | ---------------------------------- |
| 23,75 % | Vivendi             |                                    |
| 9,81 %  | Italienischer Staat | über die Cassa Depositi e Prestiti |
| 0,69 %  | Eigene Aktien       |                                    |
| 65,75 % | Streubesitz         |                                    |